# 聶政

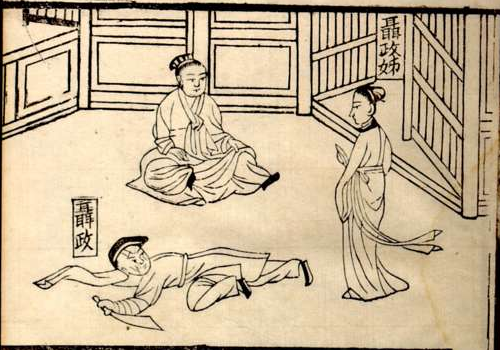
聶政及其姊聶嫈

聶政（？—前397年），戰國軹邑（今日河南省濟源市軹城鎮）人，是戰國時期刺客與音樂家，其事蹟主要出自於《史記‧刺客列傳》。

## 孝順事蹟
戰國時嚴仲子事韓哀侯，因上奏宰相俠累（即韩傀）的過失害怕被報復，想先下手為強，到處求人可以幫忙他向俠累報仇。到齊國，有齊人說聶政是齊國最勇猛的戰士，為了迴避仇人而躲在眾多屠夫之中。嚴仲子用黃金百鎰為聶政母親祝壽，聶政不接受他的重金禮聘，說因為母親還健在，需要被照顧，因此自己必須奉養母親。但後來嚴仲子又把眾人避開，再對聶政說:「臣有仇，而行游諸侯眾矣；然至齊，竊聞足下義甚高，故進百金者，將用為大人麤糲之費，得以交足下之驩，豈敢以有求望邪！」而聶政仍然堅持不收禮，但是嚴仲子仍然盡到了賓主相見的禮節。

## 忠義不忘抬舉
後來聶母過世，聶政感嘆自己不過就是一個以屠夫為職業的市井小民，而嚴仲子貴為諸侯的卿相，竟然不嫌距離遠而執意要重用自己。之前對待他的態度實在略顯不近人情，而且還沒為他立了甚麼功勞，他就要為母親祝壽，這說明了他有多麼了解自己。之前是為了奉養母親，但現在母親既然走了，自己便該為了解自己的人而鼎力相助。

## 策略討論
隨後聶政便主動去見嚴仲子，嚴仲子具告曰：「臣之仇韓相俠累，俠累又韓君之季父也，宗族盛多，居處兵衛甚設，臣欲使人刺之，終莫能就。今足下幸而不棄，請益其車騎壯士可為足下輔翼者。」而聶政卻拒絕嚴仲子的提議而說：「韓之與衛，相去中閒不甚遠，今殺人之相，相又國君之親，此其勢不可以多人，多人不能無生得失，生得失則語洩，語洩是韓舉國而與仲子為讎，豈不殆哉！」於是聶政難隻身前去狙擊。

## 刺殺過程
聶政帶著劍到韓國，韓國宰相俠累正好坐在堂上，堂邊持刀的護衛非常多。聶政卻直接進入，走上台階刺殺俠累，侍從一時亂了分寸。聶政高聲大叫，擊殺了幾十人，他趁亂毀壞自己的面容，挖出自己的眼睛，剖開肚子且腸子流出而死。

## 聶政死後
韓國將聶政的屍體懸掛在街市，並為了他的名字重金懸賞，但沒有人知道。於是韓國懸賞，如果有人能說出刺殺韓累的人便給予千金賞賜，過了很久仍沒有人知道。
聶政的姐姐聶嫈聽說有人把韓國的相國刺死，卻不知道兇手到底是誰，所有人都不知道他的姓名，街上擺著他的屍體，懸賞千金，叫人們辨認，於是她抽泣道：「大概是我的弟弟吧？唉！嚴仲子瞭解我弟弟啊！」而到了韓國之後，發現死者果然是聶政。於是她抱起屍體失聲痛哭：「是軹深井里所謂聶政者也。」

## 政姊死亡
街上的行人們都說:「這個人個性殘酷暴虐，殺了我們國家的宰相，君王懸賞千金為了尋找他的姓名，夫人(聶嫈)沒聽說過嗎?怎麼敢來認屍?」
聶嫈應之曰：「聞之。然政所以蒙污辱自棄於市販之閒者，為老母幸無恙，妾未嫁也。親既以天年下世，妾已嫁夫，嚴仲子乃察舉吾弟困污之中而交之，澤厚矣，可柰何！士固為知己者死，今乃以妾尚在之故，重自刑以絕從，妾其柰何畏歿身之誅，終滅賢弟之名！」這段言論嚇到了韓國人，而最後聶嫈高喊三聲「天哪!」，終因過度哀傷而死在聶政身旁。

## 其他國評論
晉國、楚國、齊國、衛國聽到這件事之後，皆曰：「非獨政能也，乃其姊亦烈女也。鄉使政誠知其姊無濡忍之志，不重暴骸之難，必絕險千里以列其名，姊弟俱僇於韓市者，亦未必敢以身許嚴仲子也。嚴仲子亦可謂知人能得士矣！」

## 後人評價
黃洪憲曰:「司馬遷傳刺客凡五人，專諸為下，聶政為最下。夫丈夫之深所繫亦大已。聶政得嚴仲子百金知會，即以身許之。且俠累與仲子非有殺君父之仇，特以爭寵不平小嫌耳，在仲子且不必報。政為其所知，即當諫阻。不聽，則歸其金以耳。何至挺身刃累，而自裂其面。碎其體以為勇乎?以為義乎?此與羊豕之貨屠為肉合異，愚亦甚矣!」顯示了對聶政刺殺的動機、事後的處理方式不太認同，對聶政的整個行動評價是負面的，他不需要這麼魯莽地行事。

## 延伸阅读
[在维基数据编辑]
 《刺客列傳》，出自司馬遷《史記》
 在维基共享资源阅览影像